# August Leu (Maler, 1852)
Hubert Arnold August Leu, auch August Leu der Jüngere (* 27. Februar 1852 in Düsseldorf; † 10. Mai 1876 ebenda), war ein deutscher Tier- und Landschaftsmaler der Düsseldorfer Schule.

## Leben
Leu, Sohn des Düsseldorfer Landschaftsmalers August Leu des Älteren und Bruder der Landschaftsmaler Oscar und Otto Leu, war zunächst Schüler seines Vaters. Danach wurde er in Zürich Schüler von Rudolf Koller.